# Dan Olsen
Dan Olsen (* 17. März 1961 in Prince Albert, Saskatchewan) ist ein ehemaliger kanadischer Eishockeyspieler und -trainer. Der Verteidiger war unter anderem für den ECD Iserlohn in der Bundesliga aktiv.

## Karriere
Nach Anfängen bei den Medicine Hat Tigers in der Western Hockey League (WHL) und bei den Taber Golden Suns in der Alberta Junior Hockey League (AJHL) spielte Dan Olsen in der Saison 1986/87 in der Collegemannschaft des SAIT Polytechnic. Anschließend wurde er vom ECD Iserlohn aus der Bundesliga verpflichtet und setzte seine Karriere in Deutschland fort. Nach der Insolvenz des ECD im Dezember 1987 beendete er die Spielzeit 1987/88 beim ESC Ahaus, die in Qualifikationsrunde um einen Platz in der 2. Bundesliga antraten. Ab 1988 spielte er dann zwei Jahre für den REV Bremerhaven in der Oberliga, bevor er seine Spielerkarriere beendete.
Olsen kehrte nach Calgary zurück und war von 1991 bis 1995 als Co-Trainer am SAIT tätig. Zur Saison 1997/98 kehrte er als Cheftrainer zum REV Bremerhaven zurück und führte die Mannschaft in der Spielzeit 1998/99 zum Meistertitel in der damals drittklassigen 1. Liga. Anschließend wechselte er zum EC Bad Nauheim in die 2. Bundesliga, wo er im Dezember 1999 entlassen und durch Harold Kreis ersetzt wurde. Nachdem er einige Zeit in im Vertrieb einer kanadischen Erdölgesellschaft gearbeitet hatte, kehrte er im Jahr 2014 noch einmal ins Eishockeygeschäft zurück und trainierte für zwei Jahre die Mannschaft seiner Alma Mater. Darüber hinaus war er im Junioren- und Amateurbereich als Trainer tätig.

## Karrierestatistik
(Legende zur Spielerstatistik: Sp oder GP = absolvierte Spiele; T oder G = erzielte Tore; V oder A = erzielte Assists; Pkt oder Pts = erzielte Scorerpunkte; SM oder PIM = erhaltene Strafminuten; +/− = Plus/Minus-Bilanz; PP = erzielte Überzahltore; SH = erzielte Unterzahltore; GW = erzielte Siegtore; 1 Play-downs/Relegation; Kursiv: Statistik nicht vollständig)

## Familie
Dan Olsen ist der ältere Bruder des ehemaligen Eishockeyspielers Darryl Olsen, der unter anderem ein Spiel für die Calgary Flames in der National Hockey League (NHL) absolvierte und auch beim EC Bad Nauheim spielte, als Dan Olsen dort in der Saison 1999/2000 Cheftrainer war. Der 125-fache NHL-Spieler Dylan Olsen ist Dan Olsens Neffe.